# أنتوني ديفيس (لاعب كريكت)
أنتوني ديفيس (14 أغسطس 1931 بريدنغ في المملكة المتحدة - 20 نوفمبر 1978)  (بالإنجليزية: Anthony Davis)‏ هو لاعب كريكت بريطاني. لعب مع Berkshire County Cricket Club ‏ ونادي مارليبون للكريكت ‏ والمقاطعات الوطنية للكريكيت الإنجليزي والويلزي ‏.